# Odin

Biểu tượng của Odin

Thần Odin (tiếng Bắc Âu cổ: Óðinn) là vị thần đứng đầu trong thế giới thần thoại Bắc Âu và cũng là vua của "thị tộc" thần thánh Aesir. Ông là vị thần chiến tranh, có khả năng quyết định chiến thắng trong những trận chiến và cũng là vị thần của sự khôn ngoan.

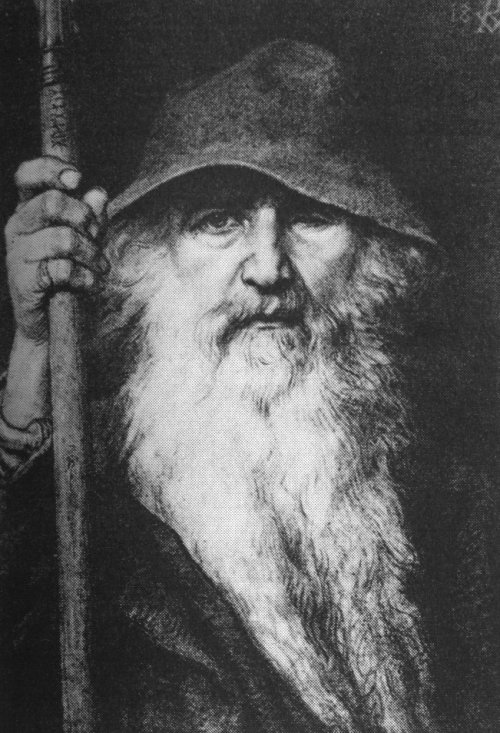
267.983x267.983px

Valknut (Slain warrior's knot) là biểu tượng của thần Odin. Nó là ba hình tam giác xoắn lại với nhau.

## Xuất hiện

### Edda
Trong thơ Edda, Odin được đề cập trong các bài thơ Voluspá, Hávamál và một số bài thơ khác.

#### Voluspá
Trong Voluspá, Odin triệu hồn nữ volva lên để hỏi về tương lai của thế giới và vũ trụ. Lời tiên báo của Volva trải dài từ khi khai thiên lập địa đến lúc xảy ra tận thế hay Ragnarok. Đầu tiên là Odin, Ve và Vili (hoặc Hoenir và Lodur) tạo ra con người. Trong xtăngxtơ 17, volva đã nói 
Ǫnd þau né átto, óð þau né hǫfðo,
lá né læti né lito góða.
Ǫnd gaf Óðinn, óð gaf Hœnir,
lá gaf Lóðurr ok lito góða.
Tạm dịch
Linh hồn chẳng thuộc về con người cũng như cảm xúc
Giọt máu chẳng tồn tại, cũng như sắc thái
Odin ban linh hồn, Hoenir tặng cảm xúc
Lodur phú máu đào, và vẻ bên ngoài

Như vậy Ask và Embla được tam thần tạo ra, họ chính là thủy tổ của loài người (thế hệ trước Ragnarok). Tiếp theo sau khi tạo ra loài người, mặt trăng và mặt trời cùng các vì sao, là thời kỳ hoàng kim của các vị thần. Nhưng thời kỳ này chóng tàn đến thời đại khủng hoảng của các vị thần, tiêu biểu là Chiến tranh thị tộc Aesir - Vanir diễn ác liệt sau khi phe Aesir cố gắng giết nữ thần Gullveig được miêu tả trong xtăngxtơ 23 - 24 (Cổ Edda), trong bài thơ Skáldskaparmál, Tân Edda hoặc trong Yngling Saga, Heimskringla (của Snorri Sturluson)
Odin phi cây thương, xuyên qua nhóm người
Đó chính là cuộc chiến đầu tiên
Bức tường thành Asgard sụp đổ
Tộc Vanir anh dũng, đang giày xéo đồng bằng
Volva kể diễn biến tương lai cho Odin. Trong đó có việc thần phải hy sinh một con mắt của mình để đổi lấy sự khôn ngoan bằng cách uống nước suối Mímisbrunnr, nơi thần Mimir cai quản. Và cuối cùng là khắc họa lại ngày Ragnarok, quang cảnh trận chiến cuối cùng trên cánh đồng Vígríðr.

#### Hávámal
Được thể hiện rõ nhất ở phần thứ ba là Rúnatal, thần Odin có công trong việc tìm ra và phổ biến cổ ngữ Rune hay cụ thể là bảng chữ cái Fuþark. Trong xtăngxtơ 139 - 140, Odin đã tự hiến tế bản thân bằng cách treo ngược lên ngọn cây Yggdrasil để có thể học được chữ cái Rune.
Veit ec at ec hecc vindga meiði a
netr allar nío,
geiri vndaþr oc gefinn Oðni,
sialfr sialfom mer,
a þeim meiþi, er mangi veit, hvers hann af rótom renn.
Við hleifi mic seldo ne viþ hornigi,
nysta ec niþr,
nam ec vp rvnar,
opandi nam,
fell ec aptr þaðan.
Tạm dịch
Ta biết rằng ta đang treo mình trên cây
chín đêm dài dằng dặc
bị thương chém, dao đâm, thứ dành riêng cho Odin
tổn thương chính bản thân mình
trên cái cây đó mà chẳng ai biết được nơi tận cùng của cái rễ
Không bánh mì, họ cũng chẳng cho ta giọt nước
Ta cúi đầu xuống
Ta đã học được chữ Rune
Ta đã lấy chúng rồi la hét thích thú
rồi Ta trở về cuộc sống hằng ngày.

Mặt khác ở phần thứ hai, từ xtăngxtơ 104 - 10, đã miêu tả cảnh Odin lấy lại được rượu mật ong từ máu của thần thông thái Kvasir như sau
CIV.
Ta là khách của tên khổng lồ già,
đến nơi hắn kín mồm kín miệng;
nhưng đến chỗ Suttung
ta phải dùng lời lẽ dụ hoặc để đạt được mục đích.
CV.
Gunnlond ngồi trên ghế vàng,
nàng tặng ta món rượu quý giá
nhưng ta khó đáp lại tình yêu chân thật.
CVI.
Ta dùng mũi Rati 
đục một một lối đi xuyên qua lớp đá;
ta mạo hiểm dấn thân vào hang núi
xung quanh ta, lối đi kẻ khổng lồ
CVII.
Thiếu nữ đẹp phục vụ ta chu đáo
lúc này đây Odrœrir đã lộ mình giữa ánh dương.
sợ rằng ta không thoát khỏi
nếu chẳng có sự giúp đỡ của Gunnlod
cô gái nhân hậu ôm ta vào lòng.
CVIII.
Ngày hôm sau, người khổng lồ diện kiến
trước cung điện của đấng tối cao
nhằm tìm hiểu số phận của ngài;
hỏi thăm xem Bolverk đã an toàn trở về
hay gục ngã dưới tay Suttung.
CIX.
Vào lúc ấy Odin đã buông lời thề giả dối
Liệu lời ấy đáng tin hay chăng
ngài lừa lấy rượu của Suttung
rồi xé tan nát nỗi lòng của con gái hắn.

#### Váfþrúðnismál

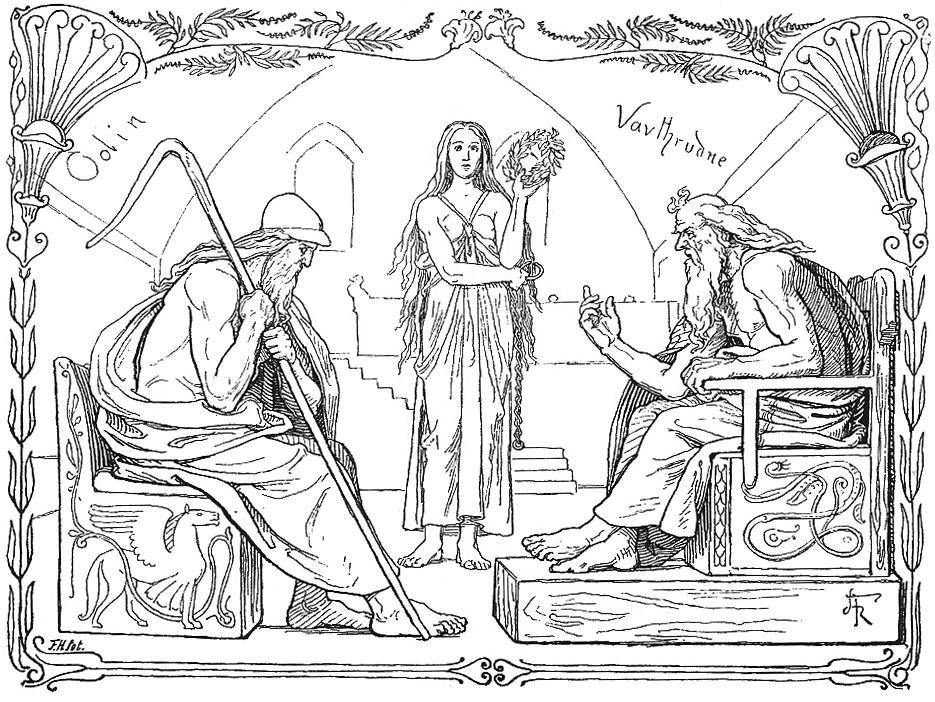
Odin và Vafþrúðnir (1895), Lorenz Frølich.

Có một người khổng lồ tên là Vafthrundnir nổi tiếng với những kiến thức sâu rộng về vũ trụ và các vị thần. Odin nghe danh liền tìm tới để đấu trí với hắn bất chấp lời khuyên can của vợ mình là nữ thần Frigg. Thần giả danh thành Gagnrad và đến nói với hắn là thử thách trí tuệ xem có thông minh như đồn đại không. Hắn kiêu ngạo đáp: "Đến lúc phát hiện mình không thông thái bằng ta, anh cũng đừng có trốn đi đấy. Trước lúc đó, cứ ngồi xuống đi rồi thử xem ai trong chúng ta thông thái hơn." Gagnrad từ chối. Vafthrundnir đáp: "Nếu anh đã chọn ngồi xuống đất thì hãy bắt đầu thôi nào." Cả hai cùng thỏa thuận nếu ai thua sẽ bị người chiến thắng lấy đầu. 

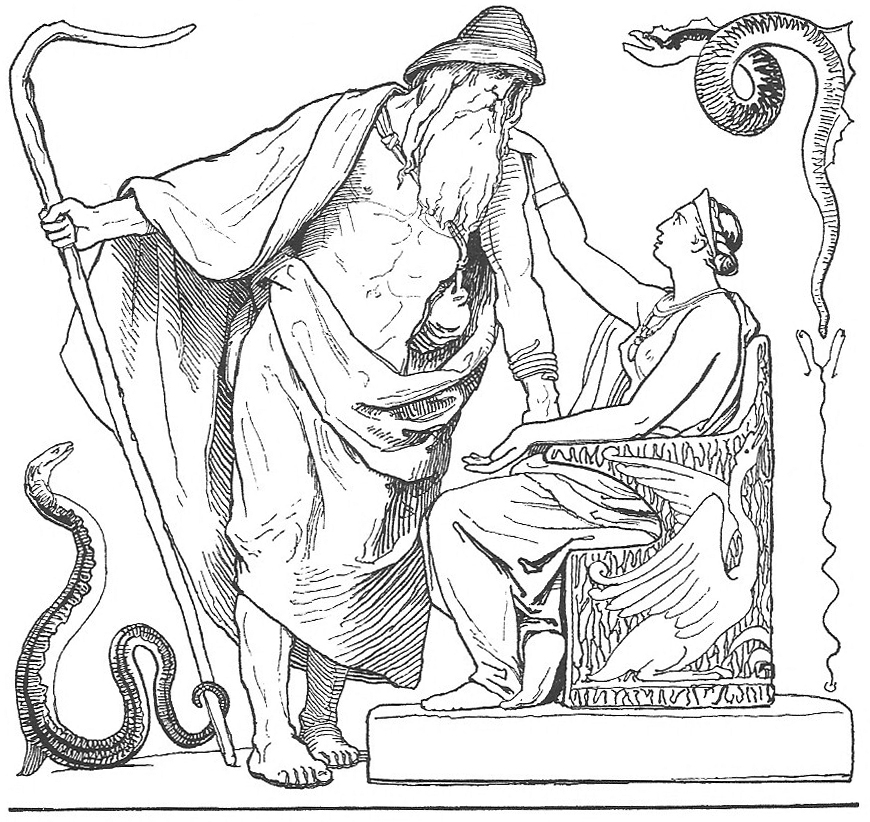
Một bức tranh miêu tả Frigg ngăn cản Odin đi giao đấu với tên Vafþrúðnir (1895), Lorenz Frølich

Cả hai bên đối đáp quyết liệt. Nhưng đến khi Gagnrad hỏi: "Odin đã thì thầm gì vào tai Balder khi Balder đặt lên giàn hỏa thiêu ?". Tên khổng lồ đã chấp nhận thua cuộc, và biết được kẻ thách đố không ai khác ngoài Odin. Sau khi tên Vafthrundnir bị giết chết, Odin trở thành người khôn ngoan nhất.

#### Grímnismál
Vua Raudung có hai người con trai là Agnar và Geirroed. Trong một lần chèo xuồng đi chơi, cả hai anh em dạt ra khơi xa gặp cơn bão điên cuồng đang gào thét, thuyền của họ trội dạt ra đảo xa. Tại đây hai anh em gặp được hai vợ chồng nhận nuôi, người chồng thì nuôi Geirroed còn người vợ thì nhận Agnar làm con nuôi. Hai vợ chồng người nông dân ở đây chính là Odin và Frigg. Khi mùa xuân đến, họ tặng cho Agnar và Geirroed một chiếc thuyền. Khi chiếc thuyền vừa cập đất liền, Geirroed nhảy phắt lên bờ rồi đẩy con thuyền cùng Agnar ra ngoài đảo rồi nói; "Hãy đi với quỷ khổng lồ đi." Chiếc thuyền trôi dạt ra biển, rong khi Geirroed chạy về trong sự chào đón vui mừng của mọi người. Khi vua Raydung băng hà, Geirrod đăng quang trở thành người nổi tiếng.
Một ngày, Odin và Frigg ngồi trên chiếc ghế Lidskjalf nhìn xuống thế giới. Odin hỏi Frigg: "Nàng có nhìn thấy con nuôi của nàng đang ở trong hang đằng kia với một nữ khổng lồ và sinh con với ả ta không? Còn đứa con đỡ đầu của ta lại làm vua một vùng đất." Frigg liền đáp: "Thế nhưng cậu ra quá keo kiệt thức ăn tiếp đãi khách khứa khi thấy có nhiều người đến chỗ mình." Cho rằng đó là hiểu lầm, Frigg và Odin đánh cược với nhau. Frigg sai nữ thần Fulla truyền lệnh xuống Geirroed hãy cẩn thận với một phù thủy đang đến với vương quốc của mình với âm mưu buông lời nguyền rủa xuống đất nước của Geirroed, đặc điểm để nhận biết người ấy là không có con chó nào dám bén mảng lại gần. Nhưng Geirroed không những xem nhẹ lời cảnh cáo đó mà còn xuống lệnh bắt giữ kẻ đó. Người bắt giữ mặc áo choàng xanh tự giới thiệu là Grimnir (chính là Odin). Khi bị áp giải đến trước mặt nhà vua, Grimnir không biện luận bất kỳ điều gì. Nhà vua ra lệnh trói Odin và ném vào giữa 2 ngọn lửa trong vòng 8 ngày đêm.
Bấy giờ Geirroed có người con trai là Agnar, đặt tên theo người anh mình. Agnar đến thăm Grimnir, cho thần uống một cốc đầy và xin lỗi cho hành động ác độc của cha cậu vì đã tra tấn người vô tội. Grimnir uống một hơi hết cạn chiếc cốc, cùng lúc đó lửa nóng đã cháy xém cả áo choàng. Ngài hát và vè ca ngợi Agnar, liệt kê những lãnh địa của chư thần cũng như cuộc sống sinh hoạt ở Valhalla, cây tần bì Yggdrasil, tiên nữ Valkyries, con ngựa thần mặt trời và sói Skoll, sự kiến tạo thế giới. Cuối cùng khi Grimnir nói tên thật của mình thì Geirroed nhận ra người mình tra tấn chính là Odin, hành động đó đã khiến Odin bỏ rơi hắn. Hắn nhảy tới định giúp cho Odin thoát khỏi ngọn lửa thì Geirroesd ngay lập tức ngã và thanh thanh kiếm từ tay hắn trượt ra đâm xuyên qua thân Geirroed. Sau khi Geirroed tắt thở, Odin biến mất. Agnar được người dân suy tôn lên làm quân chủ và cai trị vương quốc trong rất nhiều năm.

#### Skírnismálvà chương XXXVIIGylfaginnning
Sau khi Freyr trao cho Skinir thanh kiếm của mình và lấy được vợ là nữ khổng lồ Geidr, Odin đã nói đó chính là sự trừng phạt của ngày dành cho Freyr khi thần lén ngồi lên ngai vàng Lidskjalf.

#### Lokasenna
Lokasenna (sau này gọi là Ægisdrekka) miêu tả lại cảnh Loki gây gổ với các vị thần (trong số đó có Odin) trong buổi tiệc của Ægir. Loki nhục mạ Odin sau khi thần can Loki với nữ thần Gefjon. Hắn đã mắng: "Ông thì lúc nào cũng ban chiến thắng cho những kẻ hèn nhát và thua trận." Ngay lập tức Odin đáp trả bằng câu nhục mạ không kém: "Còn ngươi đã sống suốt tám mùa đông dưới lòng đất với thân phận một con đàn bà vắt sữa bò.". Loki tiếp tục chê Odin thiếu nam tính khi thực hiện của phép thuật Seid của volva ở đảo Samsey và nhiều cái khác nữa.

### Một số tác phẩm khác

#### Heimskringla
Chủ yếu được thể hiện rõ nhất ở phần thứ nhất là Yngling Saga.

## Gia đình
Thần Odin là con của thần Bórr và cô gái người khổng lồ Bestla, là anh cả trong số ba anh em. Hai người còn lại là thần Ve và Vili.
Vợ của thần Odin là nữ thần Frigg, nữ hoàng của các vị thần. Hai người có với nhau hai người con là thần quang minh Balder hiền lành và cao quý, và thần khiếm thị Höðr. Ngoài Frigg, ông còn có con với rất nhiều người phụ nữ khác như:
- với nữ thần người khổng lồ Jord sinh ra thần Thor
- với chín ngọn sóng ngoài biển khơi sinh ra thần Heimdall
- với cô gái khổng lồ Grid sinh ra thần Vidar
- với cô gái khổng lồ Gunlod sinh ra thần Bragi[cần dẫn nguồn]
- với công chúa Rindr sinh ra thần Vali

## Nơi ở
Odin có một cung điện cho riêng mình gọi là Valaskialf. Nơi đó có mái vòm bằng bạc và là nơi đặt chiếc ngai vàng Hlidskialf. Nó cho phép ông có thể ngồi một chỗ mà có thể nhìn bao quát toàn bộ chín thế giới.
Cung điện thứ hai là Gladheim, nơi ông họp mặt mười hai vị quan tòa để phán xét, sửa đổi những điều luật trên thế giới. Ngoài ra, Odin còn cho xây dựng cung điện Valhalla, được biết đến như là "thánh đường của chiến binh bất tử". Ở đó, linh hồn của những binh lính đã chiến đấu một cách dũng cảm và tử trận có thể sống lại để chờ đợi cho đến khi cuộc chiến tận thế Ragnarok xảy ra.

## Vật nuôi
Thần Odin có một con ngựa tám chân được mệnh danh là chạy nhanh nhất thế giới tên là Sleipnir. Nó là con của thần Loki (trong lốt ngựa cái) và ngựa thần Svaðilfari của thế giới người khổng lồ. Thần đặc biệt yêu quý con vật này và thường nhân lúc rảnh rỗi cưỡi trên lưng nó vừa đi du ngoạn, vừa để xem xét tình hình thế gian. Hai con quạ, Hugin và Munin (Suy nghĩ và Trí nhớ) thường giúp đỡ ông bằng cách hằng ngày bay khắp nơi và đến tối mang thông tin về. Hai con sói Geri và Freki cũng ngày đêm túc trực bên ông để bảo vệ. Odin chỉ có thể uống rượu nho hoặc rượu mật ong và toàn bộ thức ăn mọi người dành cho, ông đều cho hai con sói ăn hết cả.

## Một số tên gọi khác
- Alfodur (Người cha của loài người)
- Gangleri (Người lang thang)
- Grimnir (Người đeo mặt nạ)
- Har (Một mắt)
- Harbard (Chòm râu bạc)
- Sigtyr (Thần chiến tranh, thần chiến thắng)
- Valfodur (Người cha của những chiến binh tử trận)